# Équipe de Tunisie de volley-ball en 1970
L'équipe de Tunisie de volley-ball remporte en 1970 son troisième titre maghrébin. En septembre, la Tunisie dispute le championnat du monde à Sofia, où elle termine 22e avec un bilan de trois victoires et huit défaites.

## Matchs
| Date              | Lieu     | Adversaire         | Score                              | Durée | Compétition | Meilleur marqueur | Référence |
| 20 septembre 1970 | Kardjali | URSS               | 0-3 (3-15 1-15 0-15)               | -     | CHMPT       | -                 |           |
| 21 septembre 1970 | Kardjali | Cuba               | 0-3 (16-18 6-15 12-15)             | -     | CHMPT       | -                 |           |
| 22 septembre 1970 | Kardjali | Mongolie           | 3-2 (15-17 15-13 10-15 15-9 17-15) | -     | CHMPT       | -                 |           |
| 23 septembre 1970 | Kardjali | Guinée             | 2-3 (15-5 15-12 14-16 14-16 13-15) | -     | CHMPT       | -                 |           |
| 24 septembre 1970 | Kardjali | Allemagne de l'Est | 0-3 (5-15 8-15 2-15)               | -     | CHMPT       | -                 |           |
| 26 septembre 1970 | Haskovo  | Iran               | 0-3 (15-11 15-9 15-13)             | -     | CHMMdc      | -                 |           |
| 27 septembre 1970 | Haskovo  | Finlande           | 0-3 (7-15 10-15 9-15)              | -     | CHMMdc      | -                 |           |
| 28 septembre 1970 | Haskovo  | France             | 1-3 (8-15 4-15 5-15)               | -     | CHMMdc      | -                 |           |
| 30 septembre 1970 | Haskovo  | Venezuela          | 3-1 (13-15 16-14 15-6 16-14)       | -     | CHMMdc      | -                 |           |
| 1er octobre 1970  | Haskovo  | États-Unis         | 3-1 (6-15 15-12 15-10 15-12)       | -     | CHMMdc      | -                 |           |
| 2 octobre 1970    | Haskovo  | Israël             | 0-3 (retrait de la Tunisie)        | -     | CHMMdc      | -                 |           |

CHM : match du championnat du monde 1970.
PT Premier tour
Mdc Match de classement (17 à 24)

## Sélections
Sélection pour le championnat du monde 1970
Naceur Ben Othman, Ouaiel Bahi, Raja Hayder, Abdelaziz Derbel, Ali Boussarsar, Samir Lamouchi, Hamouda Ben Messaoud, Fayçal Seghaier, Mustapha Annabi , Mohamed Ben Cheikh, Mohamed Baccar

Entraîneur :  Hassine Belkhouja